# Кабанов, Олег Викторович
Оле́г Ви́кторович Каба́нов (род. 28 апреля 1954) — советский, российский дипломат. Чрезвычайный и полномочный посол (2010).

## Биография
Окончил Факультет международных отношений МГИМО МИД СССР (1980). На дипломатической работе с 1980 года.
- В 1980—1985 годах — дежурный референт, референт-секретарь, переводчик посольства СССР в Непале.
- В 1985—1992 годах — второй, первый секретарь, заместитель заведующего отделом, заведующий отделом МИД СССР (с 1991 — России).
- В 1992—1993 годах — начальник Третьего Европейского управления МИД России, советник министра иностранных дел России.
- С 25 мая 1993 по 22 января 1998 года — чрезвычайный и полномочный посол Российской Федерации в Шри-Ланке и в Мальдивской Республике по совместительству[1][2].
- С марта 1998 по ноябрь 2001 года — заместитель директора Четвёртого Европейского департамента МИД России.
- С 19 ноября 2001 по 25 сентября 2006 года — чрезвычайный и полномочный посол Российской Федерации в Мьянме[3][4].
- В 2006—2010 годах — заместитель директора Третьего департамента Азии МИД России.
- С 3 февраля 2010 по 27 июня 2014 года — чрезвычайный и полномочный посол Российской Федерации в Лаосе[5][6].

## Семья
Женат, имеет двух дочерей.

## Дипломатический ранг
- Чрезвычайный и полномочный посланник 2 класса (7 февраля 1993)[7]
- Чрезвычайный и полномочный посланник 1 класса (10 ноября 1995)[8]
- Чрезвычайный и полномочный посол (8 ноября 2010)[9]